# Cattleya presidentensis
Cattleya presidentensis là một loài thực vật có hoa trong họ Lan. Loài này được (Campacci) Van den Berg mô tả khoa học đầu tiên năm 2008.